# Dietmar Schönherr
Dietmar Schönherr (Innsbruck, 17 mei 1926 - Santa Eulària des Riu, 18 juli 2014) was een Oostenrijkse acteur, presentator, regisseur, hoorspelspreker, stemacteur, schrijver, vertaler en schlagerzanger.

## Jeugd en opleiding
Dietmar Schönherr behaalde in 1943 zijn diploma aan het Potsdammer Victoria-gymnasium. De filmregisseur Alfred Weidenmann zag hem op het Bornstedter Feld en wilde hem voor de hoofdrol in de Ufa-film Junge Adler. Schönherr wilde eigenlijk in militaire dienst, maar nam desondanks het aanbod aan. De hoogte van de gage gaf uiteindelijk de doorslag. In mei 1944 meldde hij zich als vrijwilliger bij de bergdivisie. In mei 1945 deserteerde hij en dook onder bij een bevriende boer.

## Carrière
Schönherr startte in 1946 een studie architectuur, maar koos via omwegen toch voor een acteursloopbaan. Van 1947 tot 1952 was hij spreker, acteur, regisseur, reporter en auteur bij de ORF. Daarna wisselde hij als radiodramaturg en presentator naar de WDR in Keulen.

### Theater, tv en film
In 1959 kwam de doorbraak met de film Rosenmontag. Hij werd populair als film-, theater- en tv-acteur. Hij speelde in meer dan 100 bioscoopfilms, maakte meer dan 100 tv-producties, stond in het Duitstalige gebied op het podium en zorgde als tv-presentator voor intelligent amusement.
Hij speelde talrijke rollen op de volgende theaterpodia: Exl-Bühne in Innsbruck, Contra-Kreis-Theater in Bonn, Theater in der Josefstadt, Theater an der Wien, Salzburger Landestheater, Tiroler Landestheater in Innsbruck, Komödie Berlin, Renaissance-Theater in Berlijn, Ha-Bimah in Tel Aviv en ten slotte van 1977 tot 1990 bij het Züricher Schauspielhaus in de rol van Koning Lear.
Naast zijn optredens als theater- en filmacteur werd hij bij het grote publiek bekend door zijn rol als ruimteschipcommandant Cliff Allister McLane in de tv-serie Raumpatrouille. Deze sciencefiction-serie heeft tot vandaag de dag een cultstatus bij de Duitse tv-kijkers en was tevens een van zijn populairste rollen. Tot de bemanning van het ruimteschip behoorden toentertijd Eva Pflug, Claus Holm, Wolfgang Völz, Friedrich G. Beckhaus en Ursula Lillig.

### Als presentator
Schönherr vestigde met de presentatie van nieuwe tv-formaten een naam, die zijn toenmalige collega's nog te riskant vonden. Van 1969 tot 1972 presenteerde hij met zijn echtgenote Vivi Bach de innovatieve en veelbekeken tv-show Wünsch Dir was. Met Je später der Abend presenteerde hij vanaf 1973 de eerste talkshow bij de Duitse televisie. In tegenstelling tot menige andere programma's van dit formaat probeerde hij zijn gasten steeds op een spannende, maar respectvolle manier te interviewen.

### Als stemacteur
Als stemacteur leende hij zijn stem aan James Dean in de films East of Eden, Rebel Without a Cause en Giant. Ook aan Sidney Poitier en Audie Murphy in The Unforgiven en Steve McQueen in The Thomas Crown Affair leende hij zijn stem.
Schönherr was medeoprichter van de Tiroler Volksschauspiele, eerst in Hall en vanaf 1982 in Telfs. Hij leidde de Volksschauspiele vijf jaar lang. In 1983 regisseerde hij daar het drama Der Weibsteufel van Karl Schönherr (geen verwantschap).
In 2009 maakte hij na de opnamen van de familie-komedie Zeit für Träume zijn afscheid van de film bekend.

### Als schlagerzanger
Schönherr startte in 1958 een weinig succesvolle carrière als schlagerzanger. Zijn eerste platencontract kreeg hij bij het platenlabel Philips, waar tot 1964 elf singles werden uitgebracht. Verdere singles werden tot 1976 gepubliceerd bij Ariola, Cornett en Prom. In totaal kwamen ongeveer 17 singles op de markt, waaronder vijf singles samen met zijn vrouw Vivi Bach. Zijn eerste nummer dat in de hitparades scoorde, was het in 1959 uitgebrachte Such das Glück der Welt, dat in de top 50 van het muziekblad Musikmarkt acht weken stond genoteerd met als beste notering de 35e plaats.

### Als schrijver
Schönherr was ook als schrijver werkzaam. Hij schreef onder andere romans, vertellingen, kinder- en jeugdboeken, die hij deels zelf als spreker voor luisterboeken publiceerde. Het merendeel van zijn plots spelen zich af in Midden-Amerika. Verder vertaalde hij enkele werken van André Gide en Jean-Paul Sartre vanuit het Frans.

## Privéleven en overlijden
Dietmar Schönherr was van 1950 tot 1964 getrouwd met Ellen (1923-2013). In 1963 leerde hij de Deense producente, zangeres en actrice Vivi Bach kennen, die hem voor haar film wilde contracteren. In 1965 stapten ze in het huwelijksbootje. Sinds de jaren 1970 woonde het echtpaar in een door henzelf gerenoveerde boerderij in Vogelhub bij Straßwalchen, die tot een geliefd trefpunt werd voor hun collega's. In 1990 verhuisden ze naar het stadje Kaiserstuhl. In 2005 betrokken ze hun huisje op Ibiza in Santa Eulària des Riu. Vivi Bach overleed op 22 april 2013. Schönherrs laatste wil bepaalde dat zijn as, samen met die van zijn vrouwen, werd uitgestrooid in de Middellandse Zee.
In 2015 overhandigde de erfgenaam van het acteursechtpaar Florian Schönherr aan het WaRis – Tiroler Filmarchiv de gefilmde en een deel van de privé-nalatenschap van Schönherr en zijn vrouw Vivi Bach. De privé-schilderijencollectie werd in november 2015 ten gunste van Schönherrs cultuurproject Casa de los Tres Mundos in Nicaragua geveild. De kunstenaar Wolfgang Hunecke, een begeleider van Schönherr tijdens zijn engagement in Nicaragua, had de verzameling gemerkt en gecatalogiseerd. Daaronder bevonden zich werken van Vivi Bach, Arik Brauer, Gottfried Helnwein, Rudolf Hausner, Tomi Ungerer en Friedensreich Hundertwasser. De verkoop van ongeveer 200 werken brachten tussen de 100.000 en 120.000 euro op, waarvan bij benadering voor de helft een aquarel van Hundertwasser.

## Engagementen
Schönherr hield zich ook politiek en sociaal bezig. Hij trad ook op voor de SPÖ, om Bruno Kreisky te ondersteunen, die na de verkiezingen in 1970 bondskanselier werd en aanbleef tot mei 1983.
In het begin van de jaren 1980 werd hij een actieve steunpilaar van de Duitse vredesbeweging, waar hij als spreker bij vredesdemonstraties tegen het NAVO-dubbelbesluit optrad. Vanaf 1982 zette hij zich in als campagneleider voor de Duitse Grünen. In 1983 nam hij deel aan de prominentenblokkade van het raketdepot in Mutlangen. Samen met duizenden andere demonstranten blokkeerden ze van 1 tot 3 september de toegangswegen naar de raketinstallatie op de Mutlanger Heide. 25 televisieteams en 150 journalisten wereldwijd volgden het gebeuren. Het proces wegens zijn deelname aan de blokkade werd na betaling van een geldbedrag van 8000 mark stopgezet. Hij diende het geld over te maken naar een humanitaire instelling van zijn keuze.
Daarna prikkelde het bij hem om iets nuttigs te ondernemen. Sinds 1984 was hij actief bezig in Nicaragua. Politieke aandacht kreeg hij in november 1981, toen hij de toenmalige president Ronald Reagan uitschold voor Arschloch in de Zwitserse talkshow Rendez-vous, wegens diens steun aan de contra's in Nicaragua, die een slachting hadden verricht onder de Nicaraguaanse bevolking. Schönherr werd toen door de zender ontslagen.
In Nicaragua ondersteunde hij sinds 1985 vijf solidariteitsprojecten met de inkomsten uit zijn filmverplichtingen en met de giften van veel vrienden en weldoeners, waaronder het cultuurcentrum Casa de los Tres Mundos in Granada, een geïntegreerde kunst- en muziekschool, die hij met zijn vriend Ernesto Cardenal en Peter Reichelt oprichtte. Hij bevorderde het herstel van het door de hurricane Mitch vernielde dorp Los Ángeles en stichtte in het noordoosten de nederzetting La Posolera. In samenwerking met de documentaire-filmer Werner Penzel ontstond in La Posolera de documentaire Sterben zu Füßen der Brüder. Posolera – ein Dorf in Nicaragua, die op 27 maart 1986 werd uitgezonden op NDR III. Op het eind van 1985 stichtte Schönherr samen met de Mannheimer filmmaker en expositieproducer Peter Reichelt de hulporganisatie Stiftung Hilfe zur selbsthilfe Pronica e. V., die in 1994 in de giftenvereniging Pan y Arte e. V. werd ingelijfd. In mei 2006 belastte Henning Scherf zich met het voorzitterschap van de vereniging en stichtte samen met Ernesto Cardenal de stichting Casa de los Tres Mundos. Schönherr was vicepresident van deze organisatie en voorzitter is sinds 2006 de schrijver en toenmalige vicepresident van Nicaragua Sergio Ramírez. Eens per jaar bezocht hij met zijn vrouw Vivi Midden-Amerika.

## Onderscheidingen
- 1967: Zilveren Bravo Otto
- 1971: Goldene Kamera in de categorie Teamkamera voor Wünsch Dir was
- 1972: Bambi
- 1974: Deutscher Schallplattenpreis
- 1974: Literatuurprijs Critici in Erba van de Kinderbuchmesse Bologna voor Ruzzitu
- 1988: Ereburger van Granada (Nicaragua)
- 1994: Würth-prijs van de Jeunesses Musicales Deutschland voor het Nicaragua-Projekt Casa de los tres mundos
- 1999: Goldene Kamera in de categorie Kultstar des Jahrhunderts
- 1999: Heinz-Galinski-prijs
- 2005: Change the world Award van de Club of Budapest
- 2005: Duitse televisieprijs (ereprijs voor zijn levenswerk)
- 2008: Verdienstkreuz van het land Tirol
- 2010: Egon Ranshofen-Wertheimer prijs van de stad Braunau am Inn
- 2011: Österreichisches Ehrenkreuz voor Wetenschap en Kunst, 1e klasse

## Filmografie
- 1944: Junge Adler
- 1947: Wintermelodie
- 1947: Das Fräulein und der Vagabund
- 1951: Nacht am Mont Blanc
- 1955: Rosenmontag
- 1956: Das Mädchen Marion
- 1956: Bonjour Kathrin
- 1956: Kleines Zelt und große Liebe
- 1957: Made in Germany – Ein Leben für Zeiss
- 1957: Einmal eine große Dame sein
- 1957: Frühling in Berlin
- 1958: Schwarzwälder Kirsch
- 1958: Der schwarze Blitz
- 1959: Nacht fiel über Gotenhafen
- 1959: Alle Tage ist kein Sonntag
- 1959: Du bist wunderbar
- 1960: Der liebe Augustin
- 1960: Im Namen einer Mutter
- 1960: Schachnovelle
- 1960: Ingeborg
- 1960: Sabine und die 100 Männer
- 1961: Geliebte Hochstaplerin
- 1961: Treibjagd auf ein Leben
- 1962: Sein bester Freund
- 1962: Der längste Tag
- 1962: Haß ohne Gnade
- 1962: Kohlhiesels Töchter
- 1962: Die glücklichen Jahre der Thorwalds
- 1962: Marcia o crepa

- 1963: Die Nylonschlinge
- 1963: Das Rätsel der roten Quaste
- 1964: Weiße Fracht für Hongkong
- 1964: Ein Frauenarzt klagt an
- 1964: Das Ungeheuer von London-City
- 1964: Code 7 Victim 5
- 1964: Das Geheimnis der chinesischen Nelke
- 1965: Ein Ferienbett mit 100 PS
- 1965: Sanders und das Schiff des Todes
- 1965: Ferien mit Piroschka
- 1965: Mozambique
- 1966: Komm mit zur blauen Adria
- 1966: Liebesspiel im Schnee
- 1966: Raumpatrouille (tv-serie)
- 1967: Kommissar X – Drei grüne Hunde
- 1968: Otto ist auf Frauen scharf
- 1969: Komm nach Wien, ich zeig dir was!
- 1970: Der Mann, der den Eiffelturm verkaufte
- 1975: Tatort – Tod eines Einbrechers (tv-serie)
- 1981: Ein Fall für zwei (aflevering 1: Fuchsjagd)
- 1983: Die Story
- 1985: Der Tod des weißen Pferdes
- 1985: Raffl
- 1985: Der schwarze Tanner
- 1987–1993: Fest im Sattel (tv-serie)
- 1988–1996: Reporter (misdaadserie)
- 1989: African Timber
- 1990: Der Tod zu Basel
- 1990: Reise der Hoffnung

- 1991: Mirakel
- 1991: Die Männer vom K3, aflevering 10 Narkose fürs Jenseits (misdaadserie)
- 1992: Go Trabi Go 2 – Das war der wilde Osten
- 1992: Schneewittchen und das Geheimnis der Zwerge
- 1992: Der lange Weg des Lukas B. (miniserie)
- 1992: Brandnacht
- 1996: Tatort: Tod im All (tv-reeks)
- 1997: Macht (tv-spel)
- 1997: Bin ich schön?
- 1997–2002: Leinen los für MS Königstein (tv-serie)
- 1998: Auf eigene Gefahr (tv-serie)
- 1998: Lutter Kopp (tv-spel)
- 1998: Der Schrei des Schmetterlings
- 1999: Tatort – Passion
- 2000: Happy Hour oder Glück und Glas
- 2001: Leo und Claire
- 2001: SOKO Kitzbühel
- 2003: Raumpatrouille Orion – Rücksturz ins Kino
- 2004: Tatort – Nicht jugendfrei
- 2005: Handyman
- 2005: Glück auf halber Treppe
- 2005: Familie Dr. Kleist (tv-serie, aflevering 22)
- 2005: Brücke zum Herzen
- 2005: Mein Vater und ich
- 2006: Los Abandonados
- 2006: Der Judas von Tirol
- 2006: Sigmund Freud – Aufbruch in die Seele, ZDF-reeks, docudrama
- 2009: Zeit für Träume

### Regie
- 1969: Lachotzky (speelfilm, draaiboek en regie)
- 1971: Karibu Afrika (6-delige dokumentaire-tv-serie, co-regie en co-muzikanten & zangers)
- 1972: Kain (speelfilm, draaiboek en regie, productie, uitleen)
- 1978: Elefantenmenschen (India)
- 2001: Tiefkühlkost + Wasserwerfer. Een reis in de jaren 1960 met Elke Heidenreich + Dietmar Schönherr, filmdokumentatie, Duitsland 2001, Auteurs: Hildegard Kriwet, Florian Opitz, Peter Sommer, productie: WDR, 45 Min., deels zwart/wit.

### Presentatie
- 1961: Besuch aus Paris
- 1967: Gala-Abend der Schallplatte Berlin 1967 (pop)
- 1967: ARD-Eröffnungssendung des Deutschen Farbfernsehens (met zijn vrouw Vivi Bach)
- 1968: ZDF-Nightclub
- 1969: Gala-Abend der Schallplatte Berlin 1969 (pop) (met zijn vrouw Vivi Bach)
- 1970: Wünsch Dir was (met zijn vrouw Vivi Bach)
- 1973: Je später der Abend
- 1977: 4 + 4 = Wir
- 1978: Welt der Tiere
- 1981: arena – ARD-Kulturmagazin met de schrijfster Leonie Ossowski
- 1992: Wahre Wunder

## Documentaire films
- Der Mann mit der roten Nelke. documentaire, BR Deutschland, 1975, 59 Min., geschreven en geregisseerd door: Klaus Wildenhahn, produktie: NDR en WDR. première: 26 december 1975, III. Programme van WDR / NDR / HR. Volledig in dvd-box Klaus Wildenhahn – Dokumentarist im Fernsehen. (absolut Medien, Berlin 2020).

- Sterben zu Füßen der Brüder. Posolera – ein Dorf in Nicaragua. documentaire, Duitsland, 1985, 45 Min., Regie: Werner Penzel, productie: NDR, eerste uitzending: 27 maart 1986 in NDR III. videobewerking in het bestand van de mediatheek van de Carl von Ossietzky Universiteit Oldenburg, (katalog.bis.uni-oldenburg.de[dode link])

- Dietmar Otto Edler von Schönleiten genannt Schönherr – Fast ein Selbstportrait. film-collage, Duitsland, 2001, 43:40 Min., draaiboek en regie: Klaus Michael Heinz, productie: WDR, reeks: Fast ein Selbstportrait, eerste uitzending: 15 mei 2001 bij WDR, Inhaltsangabe von ARD.

- Gefällt Euch, was Ihr wollt? Dietmar Schönherr – Ein Leben ohne Fassade. documentaire, Oostenrijk, 2006, 45 Min., draaiboek en regie: Karin en Ernst Kaufmann, productie: Trax Entertainment in co-productie met ORF 2, eerste uitzending: 14 mei 2006 in ORF 2.

- höchstpersönlich – Dietmar Schönherr. documentaire, Duitsland, 2006, 30 Min., draaiboek en regie: Broka Herrmann, productie: Hessischer Rundfunk, uitzenddatum: 13 mei 2006.

- Nachtcafé. 20 Jahre Nachtcafé. Markante Männer. ein Blick zurück mit Wieland Backes en Dietmar Schönherr. talkshow, Duitsland, 2006, 90 Min., productie: SWR, eerste uitzending: 29 december 2006, Filmdaten von IMDb.

- Ich habe drei Leben. documentaire, Duitsland, 2006, 43 Min., regie: Broka Hermann, productie: Hessischer Rundfunk, eerste uitzending: 30 december 2006.

## Hoorspelen

### Als auteur
Het door Schönherr geregisseerde hoorspel Nichts von Bedeutung werd door de BR geproduceerd en op 25 september 1950 voor de eerste keer uitgezonden. De handeling speelt zich af in een hotel, waarin revolutionairen een bom hebben geplaatst. Een microfoon neemt de gesprekken van de afzonderlijke persoonsgroepen in hun kamers op, waardoor de luisteraar precies weet, in hoeveel minuten de explosie zal plaatsvinden.
In het een uur durende hoorspel spraken onder de regie van Heinz-Günter Stamm veel bekende acteurs uit de toenmalige periode, waaronder Gert Westphal, Paul Dahlke, Carl Wery, Dagmar Altrichter, Peter Pasetti, Adolf Gondrell, Joana Maria Gorvin, Wolfgang Büttner, Fritz Rasp, Bettina Moissi, Hans Cossy en Werner Lieven.

### Als spreker
- 1953: Reporter Rex Rendal; 1e aflevering: Sieben blieben übrig – Regie: Kurt Meister
- 1953: Reporter Rex Rendal; 2e aflevering: Noch sechzig Sekunden Zeit – Regie: Kurt Meister
- 1953: Reporter Rex Rendal; 3e aflevering: Kurswagen nach Salzburg – Regie: Kurt Meister
- 1954: Reporter Rex Rendal; 12e aflevering: Drei Uhr nachts – Regie: Kurt Meister
- 1955: Dreiminutenspiele (volgens Thornton Wilder) – Regie: Friedhelm Ortmann
- 1955: Neues aus Schilda; aflevering: Ein Geschenk des Himmels – Regie: Hermann Pfeiffer
- 1955: Das Märchen von der 1002. Nacht (volgens Friedrich Hebbel) – Regie: Fritz Peter Vary
- 1956: Der Doppelmord in der Rue Morgue (volgens Edgar Allan Poe) – Regie: Raoul Wolfgang Schnell
- 1956: Der liebe Augustin (6 delen) – Regie: Walter Knaus
- 1957: Der Sonntag der braven Leute – Regie: Heinz von Cramer
- 1957: Der veruntreute Himmel (volgens Franz Werfel) – Regie: Heinz-Günter Stamm
- 1958: Wilhelm Tell (volgens Friedrich Schiller) – Regie: Heinz-Günter Stamm
- 1958: Die Geschichte einer Liebe – Regie: Manfred Rudolph
- 1958: Nicht alles glänzt, was Gold ist – Regie: Heinz-Günter Stamm
- 1958: Der seidene Schuh oder Das Schlimmste trifft nicht immer zu. Spanische Handlung in vier Tagen – Regie: Otto Kurth
- 1958: Die Stunde des Huflattichs (van Günter Eich) – Regie: Fritz Schröder-Jahn
- 1958: Literatur (volgens Arthur Schnitzler) – Regie: Theodor Steiner
- 1959: Eine große Liebe – Regie: Willy Purucker
- 1960: Die Falle (3 delen) – Regie: Heinz-Günter Stamm
- 1961: Gordon Grantley – Regie: Heinz Dieter Köhler
- 1962: Liebespaare einst und jetzt. Ein amouröses Tugendgespräch – Regie: Ulrich Gerhardt
- 1962: Der vierte Platz; 3e deel: Mein tanzendes Kind – Regie: Friedhelm Ortmann
- 1962: Das Staatsverbrechen – Regie: Roland H. Wiegenstein
- 1963: Ewiges Südtirol/Hochzeit am Schlern – Regie: Fritz Aly
- 1967: Ein Fall für Dr. Dahlberg – Regie: Fritz Benscher
- 1967: Eros und Psyche – Regie: Heinz-Günter Stamm
- 1967: Maria – Regie: Ludwig Cremer
- 1967: Geordnete Verhältnisse – Regie: Ulrich Lauterbach
- 1970: Unterwegs in Sachen Ende – Regie: Mathias Neumann
- 1975: Ich verbinde mit Herrn Direktor Engelhardt – Regie: Rainer Clute
- 1975: Gaslicht – Regie: Klaus Gmeiner
- 1977: Stunde des Erkennens (volgens Arthur Schnitzler) – Regie: Klaus Gmeiner
- 1977: Das Bacchusfest (volgens Arthur Schnitzler) – Regie: Klaus Gmeiner
- 1980: Anruf aus dem Jenseits oder Femme fatale – Regie: Robert Bichler
- 1981: Die Mainzer Republik – Regie: Otto Düben
- 1981: Immer und immer wieder – Regie: Hans Hausmann
- 1982: Blaubart (volgens Max Frisch) – Regie: Mario Hindermann
- 1985: Der Verein – Regie: Buschi Luginbühl
- 1985: Folgen Sie mir, Madame – Regie: Walter Baumgartner
- 1988: Schreckmümpfeli 0: Der Pakt mit dem Dämon (van Leopold Ahlsen) – Regie: Buschi Luginbühl
- 1991: Das Schottenschlössel – Geschichte einer Sommerfrische – Regie: Josef Kuderna
- 1992: Blumen für Algernon – Regie: Buschi Luginbühl
- 1994: Krok – Regie: Fritz Zaugg
- 1998: B.B. Der Liebhaber (volgens Bertolt Brecht) – Regie: Buschi Luginbühl
- 2001: Als die Echos noch gepachtet wurden – Regie: Buschi Luginbühl
- 2002: Der Pakt mit dem Dämon – Brüderlein und Schwesterlein (van Leopold Ahlsen) – Regie: Buschi Luginbühl

## Discografie
- 1958 - Ich suche die Liebe / Du wirst geliebt
- 1959 - Mag auch der Frühling vergeh’n / Du gingst vorbei
- 1959 - Such das Glück der Welt / Niemand hält meine Hände
- 1960 - Ich geh durch die Nacht / Billy, Jack und ich
- 1960 - Morgen scheint die Sonne wieder / Komm bald wieder
- 1960 - Nacht in Soho / Am schönsten war die Zeit bei dir
- 1961 - Ich habe eine Freundin in Paris / Jeder Weg führt zu dir
- 1962 - Riskiern wir einen Blick / Regen oder Sonnenschein
- 1962 - Einmal kommt die Stunde / Ich seh’s ja ein
- 1964 - Bye-Bye Tennessee / Ein Cowboy darf nicht feige sein
- 1964 - Die Straße am Abend / Immer nur nein
- 1964 - Sole Sole Sole / Nachts sind Küsse noch einmal so schön (Met Vivi Bach)
- 1965 - Bei mir beißen nicht nur die kleinen Fische an / Zähl die Stunden (Met Vivi Bach)
- 1965 - Nathalie / Sie tat es nur aus Liebe
- 1968 - Tanz doch mal wieder mit mir / Mein Schatz ich muss zum Bus (Met Vivi Bach)
- 1969 - Wünsch dir was / Es wird ja immer wieder Frühling (Met Vivi Bach)
- 1976 - Der Duft der großen Welt / In der guten alten Zeit (Met Vivi Bach)

## Publicaties
- Achtung Aufnahme. Loewes Verlag, 1943 (technische informaties over de film "Junge Adler" voor jeugdigen).
- Kuckuck und der Feuerwehrmann (jeugdboek). Spectrum, Stuttgart / Salzburg / Zürich 1977, ISBN 3-7976-1297-4 (= Drucksache, Band 5).
- Ruzzitu. afbeeldingen van Gottfried Kumpf. AT, Aarau / Stuttgart 1978, ISBN 3-85502-035-3 (kreeg een onderscheiding van de kinderboekenbeurs in Bologna).
- Dietmar Schönherr, die Präsidentenbeschimpfung: eine Fernsehdiskussion und ihre Folgen. met een voorwoord van Hans A. Pestalozzi en een epiloog van Regina Bohne over de ideologieën van Ronald Reagan. ibf, München 1983, ISBN 3-924011-03-6.
- Reagan's Freiheitskämpfer. Terroristen im US-Sold; documenten, afbeeldingen, berichten. editie Nuevo Hombre, Wuppertal 1985, ISBN 3-88943-100-3.
- Liberté und die Wölfe. Hammer, Wuppertal 1985, ISBN 3-87294-274-3.
  - Neuausgabe: Ephelant, Wien 2006, ISBN 3-900766-20-7.
- Nicaragua, mi amor. Tagebuch eine Reise und das Projekt Posolera. Peter Hammer Verlag, Wuppertal 1985, ISBN 3-87294-275-1.
- Casa de los Tres Mundos / Das "Haus der drei Welten". een cultuurinnovatie – Granada / Nicaragua. Reichelt, Mannheim 1987, ISBN 3-923801-03-3.
- Die blutroten Tomaten der Rosalía Morales. Zweite erweiterte Liebeserklärung an eine unwirsche Geliebte.Eichborn, Frankfurt 2000, ISBN 3-8218-0844-6.
  - Ingekorte montage, gelezen door de auteur. Hörbuch Hamburg, Hamburg 2000, ISBN 3-934120-69-5.
  - Die blutroten Tomaten der Rosalia Morales. Ein Nicaragua-Roman oder Das Zerbrechen einer Illusion. uitgifte, becommentarieerd en met een nawoord door Eberhard Sauermann. Haymon-Taschenbuch 239. Innsbruck 2017. ISBN 978-3-7099-7882-5.
- Sternloser Himmel. Ein autobiographischer Roman. Eichborn, Frankfurt am Main 2006, ISBN 3-8218-0922-1.
  - Luisterboek, gelezen door de auteur, Eichborn Lido, Frankfurt am Main 2006, ISBN 3-8218-5415-4.
- Guapito und der barmherzige Mann von Samara. (kinderboek, met afbeeldingen van Katja Jäger). Kreuz, Stuttgart 2006, ISBN 978-3-7831-2676-1,
  - als luisterboek, ISBN 3-7831-2728-9.
- Canto a la Vida. Gedichte von Liebe Mystik und Revolution. 2008.
  - Teksten van Ernesto Cardenal, gelezen door Dietmar Schönherr, muziek van Grupo Sal.
- Begrabt mein Herz am Fuße des Berges. Ephelant, Wien 2011, ISBN 978-3-900766-23-8.
- Job und der Frieden. Eine Tirolische Nachdichtung der Komödie "Die Acharner" van Aristophanes.  Franz Richard Reiter (Hrsg.), Ephelant, Wien 2014, ISBN 978-3-900766-25-2.

Vertalingen van enkele werken van André Gide en Jean-Paul Sartre.
- Bibliothèque nationale de France: cb135998162 (data)
- Gemeinsame Normdatei: 118758918
- International Standard Name Identifier: 0000 0000 7837 3393
- Library of Congress Control Number: n84158449
- MusicBrainz: f04d2aa0-49c7-4117-826c-55ae1d616406
- Nationale Bibliotheek van Tsjechië: pna2008444702
- Nederlandse Thesaurus van Auteursnamen: 234985143
- Système universitaire de documentation: 060771267
- Theaterlexikon der Schweiz: Dietmar_Schönherr
- Virtual International Authority File: 27238309
- WorldCat: E39PBJvxxKHxcJcJXjgB3FBF8C